# Saga de Inge
Saga de Inge (nórdico antiguo: Inga Saga; también conocida como Saga de los hombres del báculo) es una de las sagas de los islandeses sobre la figura del rey Inge I de Noruega, durante el inicio de las guerras civiles noruegas. Se considera hoy perdida.